# ハイカラレンガ

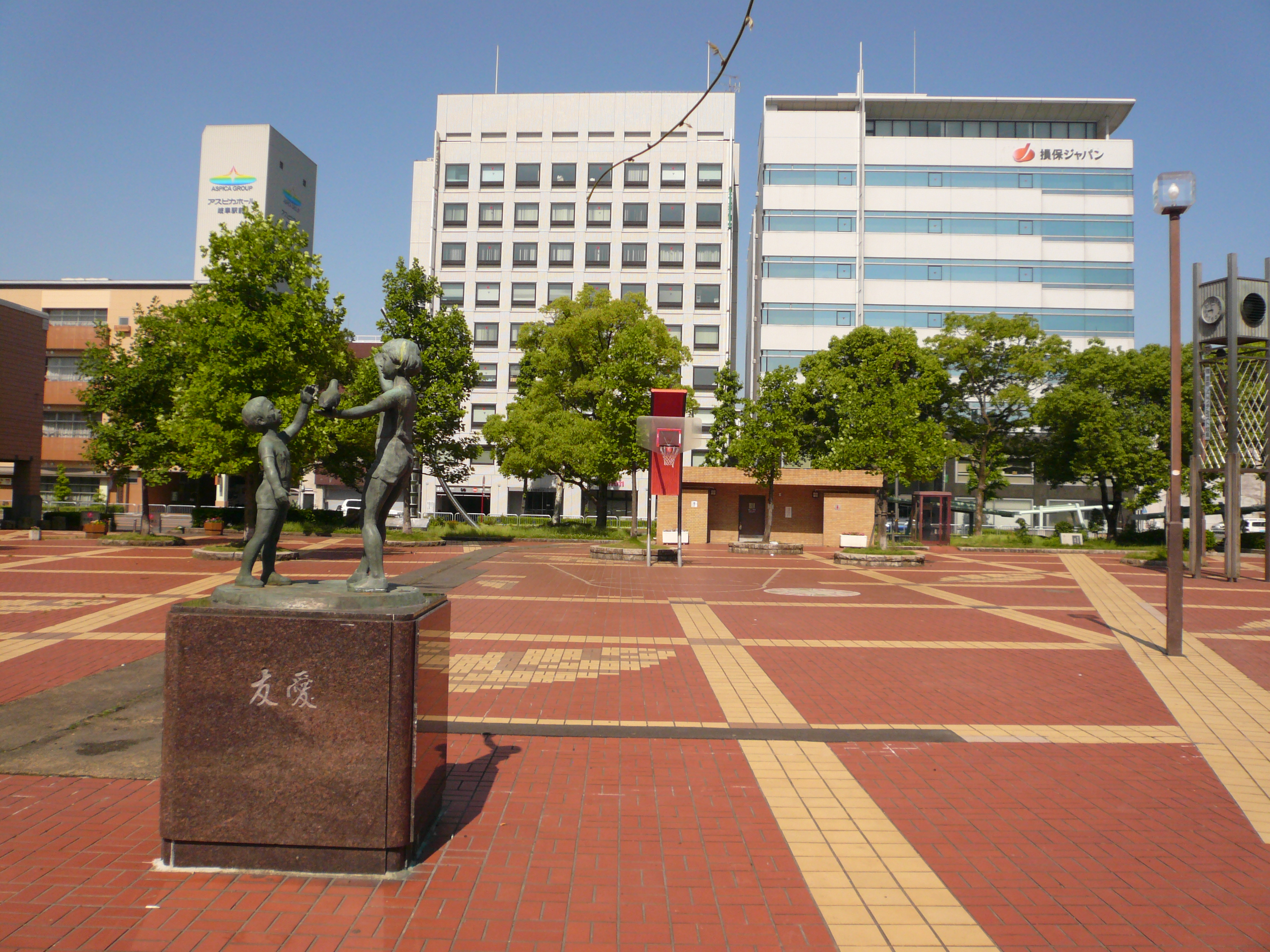
ハイカラレンガを使用した金公園の広場

ハイカラレンガは、岐阜県岐阜市の岐阜市上下水道事業部が製造・販売している下水汚泥焼却灰を原材料にした煉瓦である。
岐阜市の下水道事業で発生する汚泥の焼却灰を、油圧式粉末成形プレスにより約1トン/cm2の圧力で加圧成形し、液化石油ガスにて約1,000℃で焼成し製造している。
岐阜市の下水道汚泥（脱水汚泥・スクリーンかす）は、年間約3万トン（平成17年）でその全量を焼却しているが、そのうち約1千トンをハイカラレンガに利用している。
名前の「ハイカラレンガ」は、「灰から煉瓦」から名付けられたもの。
1997年（平成9年）12月25日に岐阜県廃棄物リサイクル認定製品として認定され、主に岐阜市内の公園や歩道に使われている。
製造所の岐阜市北部プラントでは、希望者にレンガ施設を含む施設見学を無料で行っている。（事前予約が必要）
なお、レンガ需要が低迷していること、製造設備の更新時期となったことから、2008年度中にはハイカラレンガの製造は終了する予定となっている。

## 製品概要
- 原材料：下水汚泥焼却灰（原料使用率 100％）
- サイズ：210×100、200×100（共に厚み 60mm）
- 重量：約2.8kg/個、約2.3kg/個
- 特徴：強度が通常の煉瓦の3倍。滑りにくい。

## 製造者
- 製造者：〒502-0812 岐阜市八代2-2-4 岐阜市上下水道事業部

## 製造所
- 製造所所在地：〒502-0812 岐阜市西中島6丁目3-25 岐阜市北部プラント